# Victor d’Arcy
Victor Henry Augustus „Vic” d’Arcy (ur. 30 czerwca 1887 w Rotherhithe w Londynie, zm. 12 marca 1961 w Fish Hoek) – brytyjski lekkoatleta sprinter, mistrz olimpijski ze Sztokholmu z 1912.
W 1911 zajął 2. miejsce w biegu na 100 jardów na mistrzostwach Wielkiej Brytanii (AAA). W tym samym roku wyrównał rekord Wielkiej Brytanii na tym dystansie (9,8 s). Nigdy nie zdobył indywidualnego mistrzostwa AAA (poza 2. miejscem w 1911 zajmował 3. miejsca nw biegu na 100 jardów w 1914 i 1919 oraz 2. miejsca w biegu na 220 jardów w 1913 i 1914), ale czterokrotnie uczynił to w biegu sztafetowym.
Na igrzyskach olimpijskich w 1912 w Sztokholmie startował w biegu na 100 metrów i biegu na 200 metrów, odpadając w półfinałach. Sukces odniósł za to w sztafecie 4 × 100 metrów, w której wraz z kolegami (byli to David Jacobs, Henry Macintosh i William Applegarth) najpierw awansował do finału po dyskwalifikacji sztafety Stanów Zjednoczonych za przekazanie pałeczki poza strefą zmian, a później w finale zdobył złoty medal.
Startował także na igrzyskach olimpijskich w 1920 w Antwerpii, gdzie odpadł w ćwierćfinale biegu na 100 metrów, w eliminacjach biegu na 200 metrów, a w sztafecie 4 × 100 metrów zajął z kolegami (byli to William Hill, Harold Abrahams i Denis Black) 4. miejsce. Wkrótce potem zakończył karierę sportową i wyjechał do Południowej Afryki, gdzie spędził resztę życia.
Rekordy życiowe:
- 100 y – 9,8 s. (1911)
- 100 m – 10,9 s. (1911)
- 220 y – 21,7 s. (1914)